# Campeonato Europeo de Remo de 1911
El XIX Campeonato Europeo de Remo se celebró en Como (Italia) en 1911 bajo la organización de la Federación Internacional de Sociedades de Remo (FISA).
En total se disputaron cinco pruebas diferentes, todas ellas en la categoría masculina.

## Resultados

### Masculino
| Evento                 | Oro | Plata | Bronce |
| ---------------------- | --- | --- | --- |
| Scull individual M1X   | Giuseppe Sinigaglia Italia | Polydore Veirman · Bélgica | Gaston Delaplane Francia |
| Doble scull M2X        | Giuseppe Sinigaglia Teodoro Mariani Italia | Gaston Delaplane François Rocchesani Francia | Georges Desenfans · Jozef Hermans · Bélgica                                                                                         |
| Dos con timonel M2+    | Ercole Olgeni Enrico Bruna G. Graziadei (t) Italia | F. de la Torre di Stampa · Victor Henny · Charles Muhr (t) · Suiza                                                                                      | Guillaume Visser · Urbain Molmans · NC (t) · Bélgica                                                                                |
| Cuatro con timonel M4+ | Hans Walter · Paul Schmid · T.O. Schmid · Conrad Wirth · Henry Gowthorpe (t) · Suiza                                                                     | Scipione Del Giudice Luigi Ermellini Mario Tres Brenno Del Giudice Giuseppe Mion (t) Italia                                                             | Ernest Kaempf · Léopold Renwart · Charles Lalemand · Albert Piron · NC (t) · Bélgica                                                |
| Ocho con timonel M8+   | Scipione Del Giudice Luigi Ermellini Tullio Rosada Giovanni Nenzi Mario Tres Gino Solesin Curzio Del Giudice Brenno Del Giudice Giuseppe Mion (t) Italia | Hans Walter · Paul Schmid · T.O. Schmid · Conrad Wirth · Georges Thoma · Max Rudolf · Alexander Müller · Walter Schoeller · Henry Gowthorpe (t) · Suiza | Daniel Donard Malcolm Brown Gaston Delaplane Georges Flosse F. Malafosse J. de Molenes Francois Rocchesani F. Meller NC (t) Francia |

## Medallero
| Núm. | País    | Oro | Plata | Bronce | Total |
| ---- | ------- | --- | ----- | ------ | ----- |
| 1    | Italia  | 4   | 1     | 0      | 5     |
| 2    | Suiza   | 1   | 2     | 0      | 3     |
| 3    | Bélgica | 0   | 1     | 3      | 4     |
| 4    | Francia | 0   | 1     | 2      | 3     |
|      | TOTAL   | 5   | 5     | 5      | 15    |